# Aeroportul Supadio
Aeroportul Supadio (IATA: PNK, ICAO: WIOO) este un aeroport din Kubu Raya⁠(d), West Kalimantan⁠(d), Indonezia ce deservește zona Pontianak, Indonezia. Aeroportul a fost tranzitat în 2018 de 4.220.000 de pasageri. A fost deschis în 1940.
Situat la o altitudine de 3 m, aeroportul dispune de o singură pistă. Este operat de Angkasa Pura⁠(d).